# Teddy Sheringham
Edward Paul „Teddy“ Sheringham MBE (* 2. April 1966 in Highams Park, London) ist ein ehemaliger englischer Fußballspieler. Der Stürmer bestritt zwischen 1984 und 2008 weit über 750 Ligaspiele und gehörte zu den wenigen Profifußballern, die ihren Beruf noch im Alter von über 40 Jahren ausübten. Seine titelreichste Zeit erlebte der Angreifer bei Manchester United, wo er drei englische Meisterschaften (1999, 2000, 2001), einmal den FA Cup (1999) und vor allem 1999 die Champions League gewann. Charakteristisch für seine Spielweise war die Fähigkeit, gleichsam in vorderster Front als torgefährlicher Mittelstürmer für Tore zu sorgen und als „hängende Spitze“ dem Mittelfeld eine zusätzliche Anspielstation im Kombinationsfußball anzubieten. Aufgrund seiner Verdienste für den Fußball ernannte ihn die britische Königin im Juni 2007 zum Member of the British Empire.

## Karriere

### Die ersten Schritte: FC Millwall (1983–1986)
Nach vergeblichen Versuchen mittels Probetraining in der Jugendabteilung von Tottenham Hotspur, des FC Orient sowie von Crystal Palace unterzukommen, wurde der FC Millwall auf Sheringham aufmerksam, als dieser kurz vor seinem 16. Geburtstag für Leytonstone & Ilford gegen die „Nachwuchslöwen“ aus dem Osten Londons antrat. Chefscout Bob Pearson und Jugendtrainer Roger Cross luden ihre Entdeckung zu einer Probezeit im Rahmen von sechs Spielen ein. Nachdem diese erfolgreich bewältigt worden waren, erhielt Sheringham bei dem damaligen Drittligisten einen auf zwei Jahre befristeten Ausbildungsvertrag.
Erstmals auf sich aufmerksam machte Sheringham in Millwall bei einem in London ausgetragenen Five-a-side-Turnier – ähnlich der Hallensportart Futsal. Er gewann den Wettbewerb und durfte zur Belohnung am 20. April 1983 beim 3:2-Finalsieg gegen Lincoln City im Football League Group Cup, einem Vorgänger der Football League Trophy, erstmals auf der Ersatzbank der A-Mannschaft Platz nehmen. Nach einer weiteren Kaderberufung im November 1983 debütierte er am 15. Januar 1984 gegen den FC Brentford. Beim nächsten Auftritt gegen den AFC Bournemouth eine Woche später schoss er sein erstes Tor und die Saison 1983/84 beendete er mit sieben Ligaeinsätzen, davon vier von Beginn an. Ein sportlicher Durchbruch war damit jedoch nicht verbunden. Sheringham galt vor dem Tor als zu verspielt und Trainer George Graham als Anhänger der „alten Schule“ bevorzugte mehr einen Stürmer der klassischen Prägung, sprich physisch präsent und mit unkompliziertem Torabschluss. Als der FC Millwall in der Saison 1984/85 in die zweitklassige Second Division aufstieg, blieb Sheringham mit Ausnahme einer Einwechslung im Ligapokal vollständig außen vor und wurde gar für 5.000 Pfund dem FC Brentford angeboten. Nachdem dann auch noch eine kurze Leihphase beim Viertligisten FC Aldershot im Februar 1985 mit torlosen sechs Spielen geendet hatte, zweifelte er ernsthaft an seinen Perspektiven im Profifußball.
Sein nächster Weg führte ihn nach Schweden zum damaligen Zweitligisten Djurgårdens IF. Die Saison lief dort von April bis Oktober 1985 und in der Ferne fand Sheringham sein Vertrauen zurück. Er schoss 13 Tore in 21 Ligapartien und verhalf dem Klub nach einem Play-off-Erfolg gegen GAIS Göteborg zum Aufstieg in die schwedische Eliteklasse. Nach eigenen Angaben hatte diese Zeit Schlüsselcharakter für den anschließenden Karriereverlauf, da Sheringham lernte, seine Verantwortung als Profifußballer für die Mannschaftskameraden wahrzunehmen. In einer Mannschaft, die streng erfolgsabhängig entlohnt wurde, verstand der Engländer, dass die Schönheit eines selbst erzielten Treffers unerheblich ist. Auch in Millwall hatte man auf diese Positiventwicklung reagiert und zum Ende der Saison 1985/86 ließ ihn Graham in 18 Partien – davon neunmal in der Startelf – antreten.

### Sportlicher Durchbruch: FC Millwall (1986–1991)
Die Spielzeit 1986/87 war sowohl für den FC Millwall als auch für Teddy Sheringham selbst richtungsweisend. Im Sommer hatte George Graham den Verein in Richtung des FC Arsenal verlassen und der Verkauf des Klubs an ein von Reg Burr geführtes Konsortium führte zu weitgehenden Einschnitten. Zahlreiche Stammspieler wie John Fashanu, Steve Lowndes und Robert Wilson wurden verkauft und auch Sheringham sollte den Verein ablösefrei verlassen, bevor er nach einer Fürsprache von Bob Pearson ins Team den neuen Trainers John Docherty zurückkehrte. Mit deutlich abgespecktem Kader rangierte der Klub nach neun Partien auf dem letzten Rang, bevor das junge Sturmduo, das neben Sheringham den erst 18-jährigen Michael Marks aufbot, mit insgesamt 23 Ligatoren (Sheringham: 13, Marks: 10) entscheidend zum Klassenerhalt beitrug. Ermuntert durch diesen Teilerfolg, investierte der Verein zur Saison 1987/88 wieder in neue Spieler und vor allem die Verpflichtung von Sheringhams künftigem Sturmpartner Tony Cascarino sollte sich als Volltreffer erweisen. Gemeinsam schossen die beiden Angreifer 47 Ligatore – Sheringham entschied die interne Wertung zum Topscorer mit 24 Treffern knapp für sich – und führten den Verein erstmals in seiner Geschichte zum Aufstieg in die höchste englische Spielklasse. Charakteristisch für das Angriffsspiel der FC Millwall waren lange Bälle auf die beiden Sturmspitzen, die in der Lage waren durch gewonnene Kopfballduelle den Ball in der gegnerischen Zone zu halten.
Das nur um Neil Ruddock verstärkte Team des FC Millwall beeindruckte auch in der Erstligasaison 1988/89 und führte zwischenzeitlich gar die Tabelle an, bevor es nach nur fünf Punkten in den letzten zehn Spielen noch etwas enttäuschend auf den zehnten Platz zurückfiel. Obwohl Cascarino die meiste Aufmerksamkeit auf sich zog, war Sheringham gemeinsam mit seinem Sturmpartner mit 15 Toren erneut bester Torschütze seines Klubs gewesen. Nach dieser Überraschungssaison wartete eine ernüchternde Spielzeit 1989/90 auf die „Löwen“, die am Ende als Tabellenletzter den Weg zurück in die zweite Liga gehen mussten. Ein nicht unwesentlicher Faktor war dabei großes Verletzungspech, von dem auch Sheringham im November 1989 nicht verschont blieb. Die vorherige Offensivstärke war verloren gegangen, Cascarino hatte im März 1990 den Verein in Richtung Aston Villa verlassen und auch die Entlassung von Trainer Docherty hatte nichts daran geändert, dass Millwall in den letzten sieglosen 20 Ligapartien nur 13 Tore geschossen hatte, dabei niemals mehr als einen Treffer pro Spiel – Sheringhams Ausbeute lag in der Saison bei zwölf Pflichtspieltreffern.
Im letzten Jahr für den FC Millwall fand Sheringham in der zweiten Liga unter dem neuen Trainer Bruce Rioch zu alter Leistungsstärke zurück. Im Gegensatz zu den vorangegangenen Jahren war die Spielweise nicht mehr durch Kick and Rush, sondern durch Ballbesitz und Spielkontrolle auszeichnete. Vor allem mit einer Serie von 20 Toren in 23 Spielen war Sheringham, dem insgesamt 38 Pflichtspieltreffer gelangen, gemeinsam mit dem Talent Jon Goodman maßgeblich für das Erreichen der Play-off-Spiele verantwortlich. Mit der Niederlage gegen Brighton & Hove Albion zerplatzte jedoch der Traum vom direkten Wiederaufstieg in die First Division. Sheringham, der nicht nur Spieler des Jahres und Torschützenkönig in der zweiten Liga geworden war, lehnte anschließend eine Vertragsverlängerung in Millwall ab. Da er sich mittlerweile in den Fokus der englischen Nationalmannschaft gespielt hatte, empfand er ein weiteres Jahr in der Unterklassigkeit als karriereschädlich und lehnte aus diesem Grund auch ein Angebot des Ligakonkurrenten Blackburn Rovers ab. Die Wahl fiel im Juli 1991 auf das von Brian Clough trainierte Nottingham Forest, das sich die Dienste des Londoners die damalige vereinsinterne Rekordablösesumme von zwei Millionen Pfund kosten ließ.

### Nottingham Forest (1991–1992)
An der Seite von Nigel Clough, dem Sohn von Trainer Brian, brachte sich Sheringham gut in der neuen Umgebung ein und führte den Klub in der Saison 1991/92 nicht nur mit 13 Ligatoren auf einen respektablen achten Platz. Mit der Mannschaft, in der er weiter seine spielerischen Fähigkeiten kultivieren konnte, zog er zudem ins Ligapokalendspiel ein, wo er jedoch Manchester United mit 0:1 unterlag. Im August 1992 schoss er gegen den FC Liverpool sein erstes Tor in der neu geschaffenen Premier League, aber nur eine Woche später verließ er Nottingham, um in seine Londoner Heimat zurückzukehren. Terry Venables als Trainer von Tottenham Hotspur hatte ihm ein Angebot gemacht und da Sheringham den „Spurs“ von Kindesbeinen an angehangen hatte, fiel ihm die Wahl nicht schwer. Die Ablösesumme betrug 2,1 Millionen Pfund und „Forest“ gelang es anschließend nicht, einen adäquaten Stürmerersatz zu finden; am Ende der Saison 1992/93 ging es für den Verein als Tabellenletzter abwärts in die nun First Division genannte zweite Liga.

### Tottenham Hotspur, Teil 1 (1992–1997)
Tottenham hatte zuvor in vier Ligaspielen nur zwei Tore geschossen und so war die Verstärkung in Person von Teddy Sheringham willkommen. In den restlichen Partien der Spielzeit 1992/93 erzielte er für den neuen Klub 21 Ligatore und plus dem ersten Treffer für Nottingham gewann er die erste Torjägerkanone in der Geschichte der noch jungen Premier League. Nachdem Venables den Verein in Richtung englische Nationalmannschaft verlassen hatte, erwartete man in der Saison 1993/94 unter dem argentinischen Nachfolger Osvaldo Ardiles einen weiteren Schritt in Richtung Offensivfußball. Dies gelang jedoch nur bedingt und lange Zeit befanden sich die Spurs gar in akuter Abstiegsgefahr, was auch auf Sheringhams Verletzungsprobleme zurückzuführen war – in den nur 21 Pflichtspielen schoss er 15 Tore.
Für den nächsten Entwicklungsschub sorgte die Verpflichtung von Jürgen Klinsmann als Sturmpartner von Sheringham zur Saison 1994/95. Mit der Ankunft des deutschen Weltmeisters von 1990 wurde der vormalige Druck von Sheringhams alleinigen Schultern genommen. Er besaß nun die Freiheit, sich auch als „hängende Spitze“ zurückfallen zu lassen und als Bindeglied zwischen Mittelfeld und Sturm zu fungieren, wovon wiederum Klinsmann in besonderem Maße profitierte – der in der Karriererückbetrachtung Sheringham als seinen wohl besten Angriffspartner bezeichnete. Das Duo wirkte jedoch nur ein Jahr gemeinsam, aber nach Klinsmanns Rückkehr nach Deutschland im Sommer 1995 fand Sheringham in dem 24-jährigen Chris Armstrong einen neuen Partner.
Trotz seiner eigenen positiven Entwicklung, die ihn mittlerweile auch in die englische Nationalelf katapultiert hatte, blieben die Titelerfolge aus Vereinsebene bis 1997 aus. Im Alter von 31 Jahren suchte er somit einen Klub, mit dem er auch die „großen Titel“ gewinnen konnte. Da traf es sich gut, dass sich mit Alex Ferguson der Trainer von Manchester United auf der Suche nach einem geeigneten Nachfolger für Éric Cantona befand. Für 3,5 Millionen Pfund wechselte Sheringham schließlich im Sommer 1997 ins „Old Trafford“.

### Manchester United (1997–2001)
Auf seine erste Trophäe musste er nicht lange warten und bereits im August gewann er nach einem Sieg gegen den FC Chelsea den Charity Shield. Beim Ligaeinstand gegen seinen Ex-Klub Tottenham (2:0) vergab er noch einen Elfmeter, aber spätestens im November 1997 schien er nach einer Serie von acht Toren in neun aufeinander folgenden Partien in Manchester angekommen zu sein. Die Spielzeit endete aber schließlich ohne weiteren Titelgewinn und auch Sheringham war mit 14 Pflichtspieltoren etwas hinter den Erwartungen zurückgeblieben. Dazu kamen persönliche Probleme mit Mitspieler und Sturmkollege Andy Cole, deren gegenseitige Abneigung so weit ging, dass sie überhaupt nicht miteinander verbal kommunizierten. Als dann auch noch mit Dwight Yorke kurz nach Beginn der Saison 1998/99 ein weiterer Angreifer verpflichtet wurde, verschlechterten sich Sheringhams Perspektiven zunehmend. Als Ergänzungsspieler kam er nur zu 17 Ligaeinsätzen in einer Saison, die ihm 1999 dennoch die erste englische Meisterschaft in seiner Laufbahn einbrachte. Beim folgenden 2:0-Endspielsieg im FA Cup gegen Newcastle United kam er in der neunten Minute als Einwechselspieler für den verletzten Roy Keane zum Zug; zwei Minuten später schoss er bereits den Führungstreffer. Höhepunkt war für ihn aber fraglos das Endspiel in der Champions League gegen den FC Bayern München. Nachdem er bereits im Halbfinale gegen Juventus Turin eine gute Leistung gezeigt hatte, saß er nun zwar zunächst auf der Ersatzbank, aber nach seiner Einwechslung zur Mitte der zweiten Halbzeit sorgte er mit zwei Aktionen in der Nachspielzeit maßgeblich dafür, dass „United“ den 0:1-Rückstand in einen 2:1-Sieg umwandelte. In beiden Fällen stand er nach Eckbällen am richtigen Platz und sorgte zunächst selbst nach verunglücktem Schuss von Ryan Giggs für den Ausgleich und kurze Zeit später per Kopfball für die Vorlage, die Ole Gunnar Solskjær verwandelte. Später im Jahr gewann er mit Manchester noch den Weltpokal.
Sheringham fand in der Saison 1999/2000 häufiger den Weg in die Mannschaft, wenngleich er mit fünf Toren in 27 Ligapartien wieder nur selten selbst als Torschütze in Erscheinung trat. Zur Titelverteidigung in der Premier League reichte es dennoch und in der Spielzeit 2000/01 gesellte sich zu den Trophäen auch eine dauerhaft gute Form. Zwischen Anfang September und Ende Oktober 2000 schoss er elf Tore in zehn Begegnungen und Sheringham galt plötzlich als Schlüsselspieler in der Angriffsformation von Manchester United, der zudem am Ende mit 15 Ligatreffern Toptorjäger seines Vereins war. Zwar endete die Champions-League-Runde mit einem enttäuschenden Viertelfinalaus gegen den alten Rivalen aus München, aber sein dritter englischer Meistertitel in Serie entschädigte ebenso wie die Tatsache, dass ihn sowohl die englischen Fußballjournalisten als auch die Spielerkollegen 2001 zu Englands Fußballer des Jahres wählten. Eine ihm unterbreitete Vertragsverlängerung mit einjähriger Laufzeit lehnte er in Manchester trotzdem ab. United hatte mit Ruud van Nistelrooy einen weiteren hochkarätigen Angreifer und Konkurrenten verpflichtet und so kehrte Sheringham stattdessen im Sommer 2001 ablösefrei zu Tottenham Hotspur zurück.

### Tottenham Hotspur, Teil 2 (2001–2003)
An seiner alten Wirkungsstätte hatte mittlerweile Glenn Hoddle das Traineramt übernommen. Hoddle war bekannt dafür, auf erfahrene Akteure in zentralen Positionen zu vertrauen und mit seiner Spielintelligenz war Sheringham in der Lage, junge Talente an seiner Seite wachsen zu lassen. Wenngleich ihm zunehmend das Tempo für die gesamten 90 Minuten ausging, war er dennoch weiter in der Lage, mit einer zweistelligen Trefferausbeute auf höchstem Niveau zu spielen. In seiner zweiten Saison 2002/03 fand er 13-mal ins gegnerische Gehäuse und war gemeinsam mit Sturmpartner Robbie Keane bester Torschütze der Spurs. Zu einer anschließenden Vertragsverlängerung kam es anschließend nicht mehr und so wechselte Sheringham im Alter von mittlerweile 37 Jahren zum Aufsteiger FC Portsmouth.

### FC Portsmouth (2003–2004)
Dass Sheringham an der Südküste nicht einfach seine Karriere ausklingen lassen wollte, machten gleich fünf Tore in den ersten fünf Partien klar. Er bestritt einen Großteil der Pflichtspiele und kam am Ende der Saison 2003/04 auf neun Premier-League-Tore. Das Ziel des Klassenerhalts wurde sicher erreicht, aber nach nur einem Jahr zog es Sheringham nach London zurück. Er nahm ein Engagement bei West Ham United an und nahm dafür in Kauf, nach 13 Jahren wieder einmal nur in der zweithöchsten englischen Spielklasse anzutreten.

### West Ham United (2004–2007)
In der Football League Championship zeigte Sheringham sofort gute Leistungen und schoss im Verlauf der Saison 2004/05 insgesamt 20 Ligatore. Dies brachte ihm die Auszeichnung zum besten Spieler („Championship Player of the Season“) ein und verhalf dem Klub zum Einzug in die Play-off-Spiele. Diese führten letztlich zum Aufstieg in die Premier League, wenngleich Sheringham selbst aufgrund von Oberschenkelproblemen nur auf der Ersatzbank saß. Der ursprünglich ein Jahr laufende Vertrag wurde um eine weitere Spielzeit verlängert und mit seinem Einsatz am 2. April 2006 gegen Charlton Athletic wurde Sheringham zu einem der wenigen Sportler, die noch nach ihrem 40. Geburtstag im englischen Erstligafußball aktiv waren.
In seiner Zeit bei West Ham, die nach einer weiteren Vertragsverlängerung bis zum Ende der Saison 2006/07 andauerte, rückte Sheringham immer mehr in die Rolle des Ergänzungsspielers zurück. Dazu kamen jedoch weitere Rekordmarken in Bezug auf sein hohes Fußballeralter. Nachdem er am 13. Mai 2006 im Alter von 40 Jahren und 41 Tagen einer der ältesten Teilnehmer eines FA-Cup-Endspiels gewesen war – er verwandelte hier zudem einen Strafstoß beim letztlich erfolglosen Elfmeterschießen gegen den FC Liverpool –, setzte er zum Jahresende 2006 weitere Meilensteine. Mit seinem letzten Treffer gegen den FC Portsmouth (1:2) am 26. Dezember 2006 ist er bis heute der älteste Premier-League-Torschütze (40 Jahre und 266 Tage) und mit dem finalen Erstligaeinsatz vier Tage später der älteste Premier-League-Feldspieler in der Geschichte. Nach einem letzten Auftritt im FA Cup gegen den FC Watford (0:1) am 27. Januar 2007 endete Sheringhams Erstligakarriere.

### Colchester United (2007–2008)
Im Alter von 41 Jahren wechselte er noch einmal ablösefrei zum Zweitligisten Colchester United. Dort war er der älteste Spieler in Bezug auf alle vier Profiligen und schoss in 19 Ligaeinsätzen – davon elf von Beginn an – drei Tore. Nachdem Colchester United als Tabellenletzter in die Football League One absteigen musste, beendete Sheringham im Alter von 42 Jahren seine aktive Karriere. Gerüchte hinsichtlich eines möglichen Comebacks für den Amateurklub Beckenham Town erwiesen sich im September 2009 als haltlos.

## Englische Nationalmannschaft
Zwar hatte Sheringham schon im Mai 1988 in der englischen U-21-Auswahl gespielt und zum Ende der 1980er-Jahre mit dem FC Millwall auch in der höchsten englischen Spielklasse auf sich aufmerksam gemacht, aber er musste bis 1993 warten, bis ihm ein Länderspiel für die A-Nationalmannschaft vergönnt war. Im Alter von bereits 27 Jahren debütierte er am 29. Mai 1993 beim 1:1 gegen Polen und unter Trainer Terry Venables wurde der „Spätstarter“ zwischen 1994 und 1996 zum bevorzugten Sturmpartner von Torjäger Alan Shearer. Er setzte sich damit gegen Konkurrenten wie Andrew Cole, Ian Wright, Les Ferdinand und den jungen Robbie Fowler durch. Vor allem die Fähigkeit, sich als Angreifer ins offensive Mittelfeld „fallen zu lassen“ und Shearer Freiräume zu schaffen, war hier maßgeblich und machte einen Unterschied zu seinen Wettbewerbern, die zumeist selbst als Mittelstürmer in vorderster Front agierten. In dieser Formation ging die englische Elf 1996 in die Europameisterschaft im eigenen Land und der 4:1-Sieg in der Gruppenphase gegen die Niederlande gilt als der wohl beste Auftritt des Sturmduos Shearer-Sheringham – beiden Angreifern gelangen hier jeweils zwei Tore. Im Halbfinale gegen Deutschland verwandelte er seinen Strafstoß im Elfmeterschießen, das jedoch nach dem anschließenden Fehlschuss von Gareth Southgate verloren ging.
Auch unter Venables-Nachfolger Glenn Hoddle blieb Sheringham zunächst erste Wahl bei den „Three Lions“, bis 1998 mit dem Teenager Michael Owen ein neues hoffnungsvolles Talent auf sich aufmerksam machte und ihn während der Weltmeisterschaft in Frankreich auf die Ersatzbank verdrängte. Bei der Euro 2000 in Belgien und den Niederlanden blieb er unter dem damaligen Trainer Kevin Keegan komplett unberücksichtigt und so schien die internationale Laufbahn des mittlerweile 34-jährigen Sheringham beendet. Erst der Rücktritt des vier Jahre jüngeren Alan Shearer bereitete ihm den Weg zurück in den Kader. Unter Trainer Sven-Göran Eriksson kam er ab 2001 jedoch ausschließlich über Einwechslungen zum Zuge, wobei besonders sein intelligentes Spiel und die Fähigkeit „den Ball zu halten“ geschätzt wurde. Ein wichtiges Tor gelang ihm am 6. Oktober 2001 kurz nach seiner Einwechslung gegen Griechenland, das mit dazu beitrug, das sich England mit einem 2:2 direkt für die WM 2002 in Japan und Südkorea qualifizierte. Während der Endrunde selbst kam er in allen vier englischen Partien über eine Einwechslung zum Einsatz. Der Auftritt beim 1:2 gegen Brasilien war das 51. und letzte Länderspiel in seiner Laufbahn; dabei standen insgesamt elf Tore zu Buche.

## The Masked Singer
Im Januar 2020 nahm Sheringham als Tree an der ersten Staffel der britischen Version von The Masked Singer teil und erreichte den neunten von insgesamt zwölf Plätzen.

## Titel/Auszeichnungen
- Englische Meisterschaft (Premier League): 3×
  - 1999, 2000, 2001
- Englischer Pokal (FA Cup): 1×
  - 1999
- Englischer Supercup (Charity Shield): 1×
  - 1997
- Champions League: 1×
  - 1999
- Weltpokal: 1×
  - 1999
- ZDS Cup: 1×
  - 1992
- Englands Fußballer des Jahres: 1×
  - 2001 (Journalisten- und Spielerwahl)
- Torschützenkönig der Premier League: 1×
  - 1993

## Saisonstatistik
| Verein            | Liga            | Saison          | Liga   | Liga | FA Cup | FA Cup | Ligapokal | Ligapokal | Europapokal | Europapokal | Andere | Andere | Gesamt | Gesamt |
| Verein            | Liga            | Saison          | Spiele | Tore | Spiele | Tore   | Spiele    | Tore      | Spiele      | Tore        | Spiele | Tore   | Spiele | Tore   |
| ----------------- | --------------- | --------------- | ------ | ---- | ------ | ------ | --------- | --------- | ----------- | ----------- | ------ | ------ | ------ | ------ |
| FC Millwall       | Third Division  | 1983/84         | 7      | 1    | –      | –      | –         | –         | –           | –           | –      | –      | 7      | 1      |
| FC Millwall       | Third Division  | 1984/85         | 0      | 0    | –      | –      | 1         | 0         | –           | –           | –      | –      | 1      | 0      |
| Gesamt            | Gesamt          | Gesamt          | 7      | 1    | –      | –      | 1         | 0         | –           | –           | –      | –      | 8      | 1      |
| FC Aldershot      | Fourth Division | 1984/85         | 5      | 0    | –      | –      | –         | –         | –           | –           | –      | –      | 5      | 0      |
| Gesamt            | Gesamt          | Gesamt          | 5      | 0    | –      | –      | –         | –         | –           | –           | –      | –      | 5      | 0      |
| Djurgårdens IF    | Division 1      | 1985            | 21     | 13   | –      | –      | –         | –         | –           | –           | –      | –      | 21     | 13     |
| Gesamt            | Gesamt          | Gesamt          | 21     | 13   | –      | –      | –         | –         | –           | –           | –      | –      | 21     | 13     |
| FC Millwall       | Second Division | 1985/86         | 18     | 4    | –      | –      | –         | –         | –           | –           | –      | –      | 18     | 4      |
| FC Millwall       | Second Division | 1986/87         | 42     | 13   | 3      | 0      | 3         | 2         | –           | –           | –      | –      | 48     | 15     |
| FC Millwall       | Second Division | 1987/88         | 43     | 22   | 1      | 0      | 4         | 0         | –           | –           | –      | –      | 48     | 22     |
| FC Millwall       | First Division  | 1988/89         | 33     | 11   | 2      | 1      | 3         | 3         | –           | –           | –      | –      | 38     | 15     |
| FC Millwall       | First Division  | 1989/90         | 31     | 9    | 3      | 2      | 3         | 1         | –           | –           | –      | –      | 37     | 12     |
| FC Millwall       | Second Division | 1990/91         | 46     | 33   | 3      | 2      | 3         | 2         | –           | –           | –      | –      | 52     | 37     |
| Gesamt            | Gesamt          | Gesamt          | 213    | 92   | 12     | 5      | 16        | 8         | –           | –           | –      | –      | 241    | 105    |
| Nottingham Forest | First Division  | 1991/92         | 39     | 13   | 4      | 2      | 10        | 5         | –           | –           | –      | –      | 53     | 20     |
| Nottingham Forest | Premier League  | 1992/93         | 3      | 1    | –      | –      | –         | –         | –           | –           | –      | –      | 3      | 1      |
| Gesamt            | Gesamt          | Gesamt          | 42     | 14   | 4      | 2      | 10        | 5         | –           | –           | –      | –      | 56     | 21     |
| Tottenham Hotspur | Premier League  | 1992/93         | 38     | 21   | 5      | 4      | 4         | 3         | –           | –           | –      | –      | 47     | 28     |
| Tottenham Hotspur | Premier League  | 1993/94         | 19     | 14   | –      | –      | 2         | 2         | –           | –           | –      | –      | 21     | 16     |
| Tottenham Hotspur | Premier League  | 1994/95         | 42     | 18   | 6      | 4      | 2         | 1         | –           | –           | –      | –      | 50     | 23     |
| Tottenham Hotspur | Premier League  | 1995/96         | 38     | 16   | 6      | 5      | 3         | 3         | –           | –           | –      | –      | 47     | 24     |
| Tottenham Hotspur | Premier League  | 1996/97         | 29     | 7    | –      | –      | 3         | 1         | –           | –           | –      | –      | 32     | 8      |
| Gesamt            | Gesamt          | Gesamt          | 166    | 76   | 17     | 13     | 14        | 10        | –           | –           | –      | –      | 197    | 99     |
| Manchester United | Premier League  | 1997/98         | 31     | 9    | 3      | 3      | –         | –         | 7           | 2           | –      | –      | 41     | 14     |
| Manchester United | Premier League  | 1998/99         | 17     | 2    | 4      | 1      | 1         | 1         | 4           | 1           | –      | –      | 26     | 5      |
| Manchester United | Premier League  | 1999/00         | 27     | 5    | –      | –      | –         | –         | 9           | 1           | –      | –      | 36     | 6      |
| Manchester United | Premier League  | 2000/01         | 29     | 15   | 2      | 1      | –         | –         | 11          | 5           | –      | –      | 42     | 21     |
| Gesamt            | Gesamt          | Gesamt          | 104    | 31   | 9      | 5      | 1         | 1         | 31          | 9           | –      | –      | 145    | 46     |
| Tottenham Hotspur | Premier League  | 2001/02         | 34     | 10   | 2      | 1      | 6         | 2         | –           | –           | –      | –      | 42     | 13     |
| Tottenham Hotspur | Premier League  | 2002/03         | 36     | 12   | 1      | 0      | 1         | 1         | –           | –           | –      | –      | 38     | 13     |
| Gesamt            | Gesamt          | Gesamt          | 70     | 22   | 3      | 1      | 7         | 3         | –           | –           | –      | –      | 80     | 26     |
| FC Portsmouth     | Premier League  | 2003/04         | 32     | 9    | 3      | 1      | 3         | 0         | –           | –           | –      | –      | 38     | 10     |
| Gesamt            | Gesamt          | Gesamt          | 32     | 9    | 3      | 1      | 3         | 0         | –           | –           | –      | –      | 38     | 10     |
| West Ham United   | Championship    | 2004/05         | 33     | 20   | 2      | 1      | 1         | 0         | –           | –           | –      | –      | 36     | 21     |
| West Ham United   | Premier League  | 2005/06         | 26     | 6    | 4      | 1      | 1         | 0         | –           | –           | –      | –      | 31     | 7      |
| West Ham United   | Premier League  | 2006/07         | 17     | 2    | 1      | 0      | 1         | 0         | 1           | 0           | –      | –      | 20     | 2      |
| Gesamt            | Gesamt          | Gesamt          | 76     | 28   | 7      | 2      | 3         | 0         | 1           | 0           | –      | –      | 87     | 30     |
| Colchester United | Championship    | 2007/08         | 19     | 3    | 1      | 1      | –         | –         | –           | –           | –      | –      | 20     | 4      |
| Gesamt            | Gesamt          | Gesamt          | 19     | 3    | 1      | 1      | –         | –         | –           | –           | –      | –      | 20     | 4      |
| Karriere Gesamt   | Karriere Gesamt | Karriere Gesamt | 755    | 288  | 56     | 30     | 55        | 27        | 32          | 9           | –      | –      | 898    | 355    |

Quellen: national-football-teams.com